# Yawata
Yawata (japanisch 八幡市, -shi) ist eine japanische Stadt im Süden der Präfektur Kyōto.

## Geographie
Yawata liegt südlich von Kyōto und westlich von Uji.

## Geschichte
Die Stadt Yawata wurde am 1. November 1977 gegründet.
Da die von Thomas Alva Edison verwendeten Glühfäden für die ersten elektrisch betriebenen Glühlampen aus Bambusfäden aus der Provinz Kyoto stammte, gibt es in Yawata ein Edison-Denkmal und es wird ein Edison-Fest veranstaltet.

## Verkehr
- - Nationalstraße 1,478

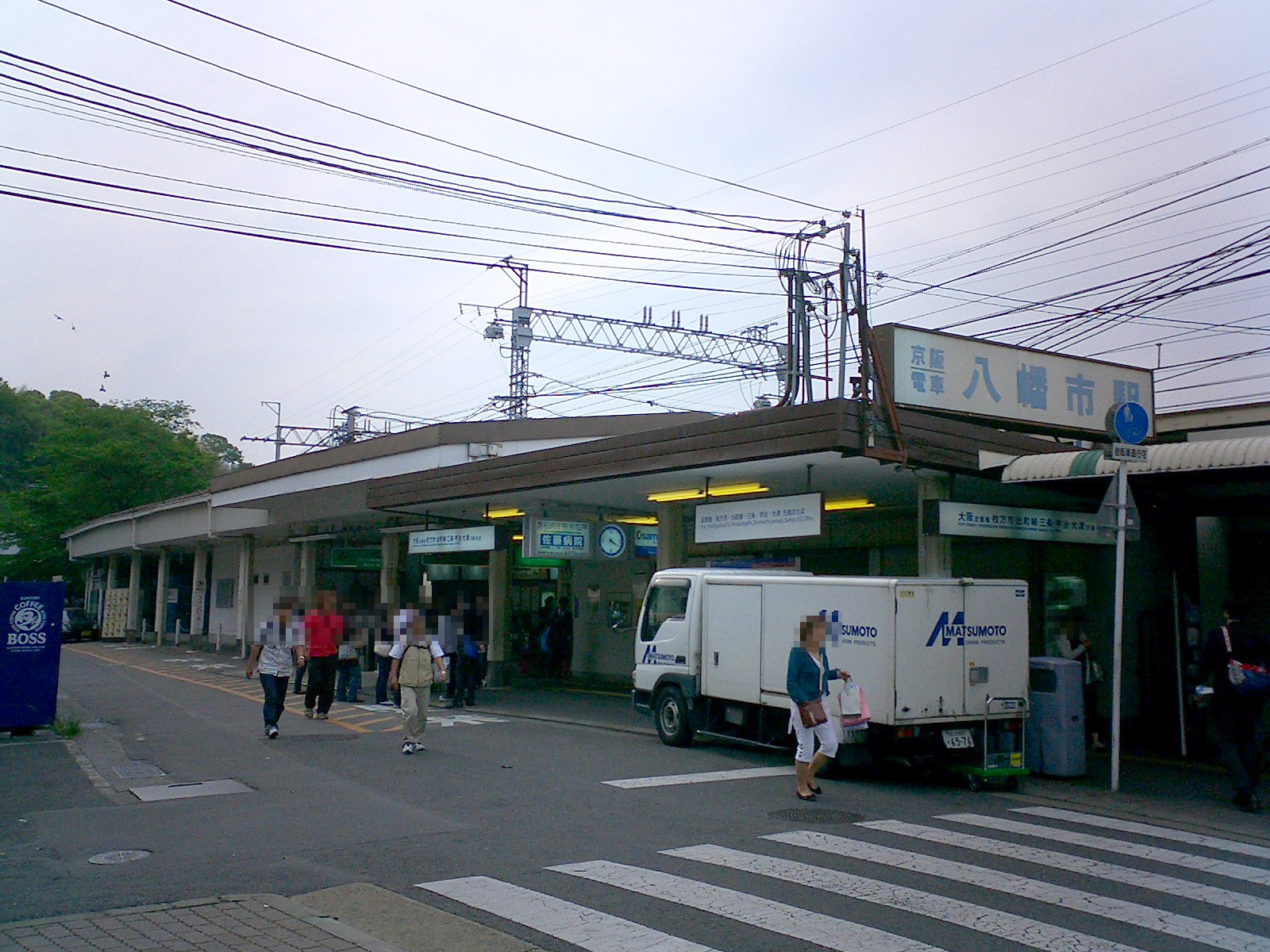
Bahnhof Yawatashi

  - JR-Kyōto-Linie: nach Kyōto und Nara
  - Keihan-Eisenbahn

## Angrenzende Städte und Gemeinden
- Präfektur Kyōto
  - Kyōtanabe
  - Kyōto
  - Jōyō
  - Kumiyama
  - Ōyamazaki
- Präfektur Osaka
  - Hirakata
  - Shimamoto

## Söhne und Töchter der Stadt
- Ryōhei Sakaguchi (* 1997), Leichtathlet